# Лартер, Эли
Элисон Элизабет «Эли» Лартер (англ. Alison Elizabeth «Ali» Larter; род. 28 февраля 1976, Черри-Хилл, США) — американская актриса и бывшая модель.

## Ранние годы жизни
Лартер родилась в Нью-Джерси в городке Черри Хилл, дочь Маргарет, домохозяйки, и Дэнфорта Лартера, занимающегося грузоперевозками. Она училась в Carusi Middle School и Cherry Hill High School West. Начала сотрудничать с модельным агентством Ford Models и путешествовать по всему миру с четырнадцати лет. В семнадцать временно поселилась в Японии. Позже, в 1995 году, она переехала в Лос-Анджелес, сопровождая переезд своего бойфренда. Вскоре после этого он покинул Эли, и она полетела в Австралию. Вернувшись в Лос-Анджелес стала брать уроки актёрского мастерства.

## Карьера

### Работа фотомодели и начало карьеры (1993—1999)
Лартер начала свою модельную карьеру в возрасте тринадцати лет, когда модельный агент увидел её на улице. Ей было предложено сниматься в рекламе Phillies, а позже она подписала контракт с Ford Models в Нью-Йорке. Занимаясь работой модели в Италии, Лартер встретила там модель и начинающую актрису Эми Смарт. По утверждению Лартер, они мгновенно стали друзьями. Смарт убедила Лартер заняться актёрством, и они вместе переехали в Лос-Анджелес, поселившись в одной квартире.
В ноябре 1994 года Лартер была представлена под именем Аллегры Коулман в журнале Esquire. Статья, опубликованная в журнале, описывала отношения фиктивной модели с Дэвидом Швиммером, и что якобы Квентин Тарантино расстался с Мирой Сорвино, чтобы встречаться с ней; и что она прошла кастинг для фильма Вуди Аллена. Даже после разоблачения многие агентства желали работать с Коулман.
Лартер получила свою первую профессиональную роль в 1997, когда она появилась в нескольких сериалах. Она появилась в одном эпизоде в сериале Брук Шилдс «Непредсказуемая Сьюзан» (Suddenly Susan) и в небольшом телесериале «Сыны Чикаго» (Chicago Sons). За этими ролями последовало появление в таких сериалах, как «Бухта Доусона», «Надежда Чикаго» (Chicago Hope) и «Журнал мод» (Just Shoot Me!).
Карьеру в мире кино Лартер начала в 1999, появившись в «Студенческой команде» с Джеймсом Ван Дер Биком, с которым уже играла в «Бухте Доусона», и близкой подругой Эми Смарт. Фильм собрал 53 миллиона долларов кассовых сборов при бюджете 18 миллионов. После этого Лартер появилась в молодёжных комедиях «Бегом от любви» (Giving It Up) и «Сведи меня с ума» (Drive Me Crazy). В том же году Эли также сыграла в ремейке фильма ужасов «Дом ночных призраков». Фильм с бюджетом около 20 млн долларов собрал в первый уик-энд 15 млн долларов, заработав в сумме 40 млн долларов.

### Прорыв (2000—2005)
В 2000 Эли Лартер сыграла роль Клер Риверс в молодёжном фильме ужасов «Пункт назначения», который собрал в общей сложности $112,802,314. В следующем году, в 2001, она появилась в комедии «Блондинка в законе» с Риз Уизерспун. Также снялась в вестерне «Американские герои» (American Outlaws) с Колином Фареллом и в фильме Кевина Смита «Джей и Молчаливый Боб наносят ответный удар». В этом же году Лартер появилась на обложке Maxim и сыграла в пьесе «The Vagina Monologues» в Нью-Йорке.
В 2003 Лартер повторно сыграла роль Клер Риверс в сиквеле «Пункта назначения» — «Пункт назначения 2». Год спустя Лартер выступила в роли ассистента продюсера и сыграла в триллере «Тройная подстава» (Three Way). В 2005 появилась в независимом фильме «Шантаж» (Confess) и получила роль в романтической комедии «Больше, чем любовь» вместе с Амандой Пит и Эштоном Кутчером.
С сентября 2006 Лартер исполняет роль Ники Сандерс / Трейси Штраусс в фантастическом сериале Тима Кринга «Герои». Изначально её ролью была роль Ники Сандерс, матери и бывшей интернет-стриптизёрши из Лас-Вегаса, у которой проявляются сверхчеловеческая сила и альтернативная личность — Джессика. Лартер была номинирована в категории «Лучшая актриса второго плана» на соискание премии «Saturn Award». С третьего сезона Лартер начала играть нового персонажа, Трейси Штраусс, которая обладает способностью замораживать объекты, а потом и изменять своё тело в воде.

### Текущие и будущие роли
В 2007 Лартер снялась в Болливудском фильме «Мариголд» в главной роли вместе с Салманом Ханом, который вышел в августе.

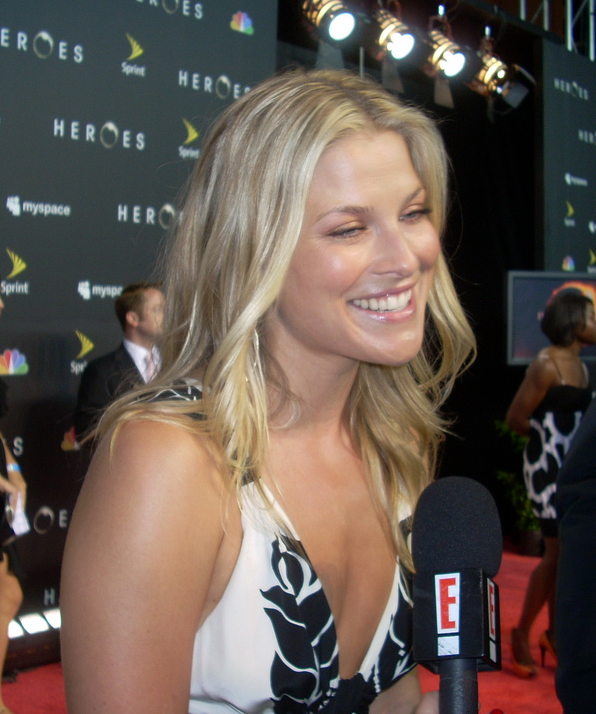
Лартер в 2008

Она также присоединилась к актёрскому составу фильма ужасов с Миллой Йовович «Обитель зла 3», исполняя роль Клер Рэдфилд. Во время съёмок этого фильма она с мая до позднего июля находилась в Мехикали и покрасила волосы в светло-рыжий цвет. Этот фильм стал самым кассовым для Лартер со сборами $147,717,833 по всему миру. В этом же году она снялась в комедии «Гомо Эректус» (Homo Erectus) с Хэйзом Макартуром и в биографическом фильме «Crazy» о гитаристе Хэнке Гарланде (1930—2004).
В апреле 2009 Лартер сыграла с Бейонсе и Идрисом Эльбой в фильме «Одержимость», в котором начальник отдела (Эльба), женатый на персонаже Бейонсе, находится под угрозой агрессивных преследований своей сотрудницы в исполнении Лартер.
Лартер появилась в роли Клэр Рэдфилд в фильме Пола Андерсона «Обитель зла в 3D: Жизнь после смерти» (2010), который вышел в кинотеатрах в сентябре. Фильм в мировом прокате собрал около 300 000 000 долларов.
Находится на стадии переговоров участия в адаптации сериала «UFO» на роль полковника Виргинии Лейк, главную роль в котором исполнит Джошуа Джексон.
Также прокомментировала шансы «Героев» быть продлёнными на ещё один, пятый, сезон. Она считает, что ещё есть моменты, которые требуют объяснения. «Я думаю, что мы вернёмся. Ещё есть истории, которые мы должны рассказать нашим зрителям», — заявила Лартер на пресс-конференции, посвящённой премьере её нового фильма «Обитель зла в 3D: Жизнь после смерти».
В 2017 году она вновь сыграла Клэр Рэдфилд в финальной части кинофраншизы Обитель зла: Последняя глава.
С 2019 по 2020 год Лартер играла роль Грейс Мюррей в американском детективном телесериале «Новичок».

## Образы
В 2002 была на 40-м месте в списке «102 самые сексуальные женщины мира» по версии журнала Stuff. Также была на 6-м месте в «Горячей сотне» журнала Maxim в 2007 году. В 2008 году появилась в трёх списках: на AskMen.com заняла 92-е место в «Сотне самых желанных женщин мира», FHM поместил её на 19-е место в «Сто самых сексуальных женщин мира 2008», а Maxim — на второе в рейтинге «Самые горячие женщины, снимавшиеся в фильмах ужасов».
Лартер также была в списке People Magazine «Десять лучше всего одевающихся людей» как «Новичок» («The Newcomer»), и была названа «Сексуальные ноги Victoria's Secret» в 2008 году.
Эли Лартер появилась на обложке Glamour с актрисами Рэйчел Билсон и Дайан Лейн в 2007 году.

## Личная жизнь
- С 1 августа 2009 года Эли замужем за стенд-ап комедиантом, актёром и сценаристом Хэйесом МакАртуром[англ.], с которым она встречалась 5 лет до их свадьбы[26].
- У супругов двое детей:
  - сын Теодор Хэйес МакАртур (род.10.12.2010)[27] и
  - дочь Вивьенн Маргарет МакАртур (род.15.01.2015)[28].

## Фильмография
| Год       |   | Русское название                            | Оригинальное название            | Роль                        |
| --------- | - | ------------------------------------------- | -------------------------------- | --------------------------- |
| 1997      | с | Непредсказуемая Сьюзан                      | Suddenly Susan                   | Мэдди                       |
| 1997      | с | Дети Чикаго                                 | Chicago Sons                     | Анжела                      |
| 1998      | с | Надежда Чикаго                              | Chicago Hope                     | Саманта                     |
| 1998      | с | Журнал мод                                  | Just Shoot Me!                   | Кэри Бёрк                   |
| 1998      | с | Бухта Доусона                               | Dawson’s Creek                   | Кристи Ливингстон           |
| 1999      | ф | Студенческая команда                        | Varsity Blues                    | Дарси Сирз                  |
| 1999      | ф | Бегом от любви                              | Giving It Up                     | Эмбер                       |
| 1999      | ф | Сведи меня с ума                            | Drive Me Crazy                   | Далси                       |
| 1999      | ф | Дом ночных призраков                        | House on Haunted Hill            | Сара Вулф                   |
| 2000      | ф | Пункт назначения                            | Final Destination                | Клэр Риверс                 |
| 2001      | ф | Блондинка в законе                          | Legally Blonde                   | Брук Тейлор Виндхэм         |
| 2001      | ф | Американские герои                          | American Outlaws                 | Зернельда (Зи) Миммс        |
| 2001      | ф | Джей и Молчаливый Боб наносят ответный удар | Jay and Silent Bob Strike Back   | Крисси                      |
| 2003      | ф | Пункт назначения 2                          | Final Destination 2              | Клэр Риверс                 |
| 2004      | ф | Тройная подстава                            | Three Way                        | Изабел Делано               |
| 2005      | ф | Больше, чем любовь                          | A Lot Like Love                  | Джина                       |
| 2005      | ф | Шантаж                                      | Confess                          | Оливия Аверилл              |
| 2007      | ф | Гомо Эректус                                | Homo Erectus                     | Фардарт                     |
| 2007      | ф | Путешествие в Индию                         | Marigold                         | Мариголд Лекстон            |
| 2007      | ф | Обитель зла 3                               | Resident Evil: Extinction        | Клэр Редфилд                |
| 2008      | ф | Crazy                                       | Crazy                            | Эвелин Гарланд              |
| 2009      | ф | Одержимость                                 | Obsessed                         | Лиза Шеридан                |
| 2006—2010 | с | Герои                                       | Heroes                           | Ники Сандерс/Трейси Штраусс |
| 2010      | ф | Обитель зла в 3D: Жизнь после смерти        | Resident Evil: Afterlife         | Клэр Редфилд                |
| 2014      | с | Легенды                                     | Legends                          | Кристал МакГуайр            |
| 2017      | ф | Обитель зла: Последняя глава                | Resident Evil: The Final Chapter | Клэр Редфилд                |
| 2019—2020 | с | Новичок                                     | The Rookie                       | Грейс Мюррей                |
| 2024      | с | Землевладелец                               | Landman                          | Анджела Норрис              |

## Награды и номинации
| Год                  | Премия                          | Категория                                              | Фильм            | Результат |
| -------------------- | ------------------------------- | ------------------------------------------------------ | ---------------- | --------- |
| 2001                 | Молодой Голливуд                | Breakthrough Performance — Female                      | Пункт назначения | Победа    |
| 2001                 | Blockbuster Entertainment Award | Лучшая актриса — Ужасы (Internet)                      | Пункт назначения | Номинация |
| 2007                 | Saturn Award                    | Лучшая актриса второго плана в телевизионной программе | «Герои»          | Номинация |
| 2007                 | Scream Award                    | Сексуальный супергерой                                 | «Герои»          | Номинация |
| 2007                 | SyFy Genre Awards               | Лучшая актриса второго плана                           | «Герои»          | Номинация |
| 2008                 | Грейси                          | Лучшая актриса второго плана в драматическом сериале   | «Герои»          | Победа    |
| 2008                 | Teen Choice Award               | Выбор ТВ-актрисы: Приключения                          | «Герои»          | Победа    |
| 2009                 | Teen Choice Award               | Choice Movie Rumble (совместно с Бейонсе)              | Одержимость      | Номинация |
| 2009                 | Teen Choice Award               | Выбор ТВ-актрисы: Приключения                          | «Герои»          | Номинация |
| 2010                 | Премия «Золотая малина»         | Худшая актриса второго плана                           | Одержимость      | Номинация |
| (Источник: IMDb.com) |                                 |                                                        |                  |           |